# Joseph Sunder
Joseph Richard Sunder (ur. 18 maja 1989 w Jeannette) – amerykański siatkarz, grający na pozycji przyjmującego, reprezentant Stanów Zjednoczonych.

## Życie prywatne
Jego rodzicami są Rick i Patti, ma siostrę Leslie. Pennsylvania State University ukończył wujek Jack Greiner i kuzyn Steve Grabowski.

## Sukcesy klubowe
Puchar Słowacji:
- 2013

Mistrzostwo Słowacji:
- 2013[3]

## Sukcesy reprezentacyjne
Mistrzostwa Ameryki Północnej, Środkowej i Karaibów Juniorów:
- 2008